# Xã Gasper, Quận Preble, Ohio
Xã Gasper (tiếng Anh: Gasper Township) là một xã thuộc quận Preble, tiểu bang Ohio, Hoa Kỳ. Năm 2010, dân số của xã này là 3.909 người.